# Dudince
Dudince (bis 1927 slowakisch „Ďudince“; deutsch selten Dudintze, ungarisch Gyűgy) ist eine Stadt in der Mittelslowakei.
Sie befindet sich am südwestlichen Ende der Karpfener Hochebene (Krupinská planina), zirka 27 Kilometer südwestlich von Krupina sowie 15 Kilometer nördlich von Šahy. Er besteht aus dem eigentlichen Ort Dudince sowie dem Ort Merovce (1960 eingemeindet).
Der Ort ist ein alter Siedlungsplatz (Neolithikum, Äneolithikum, Bronzezeit, slawisches Mittelalter) und wurde 1284 zum ersten Mal als Dyud urkundlich erwähnt.

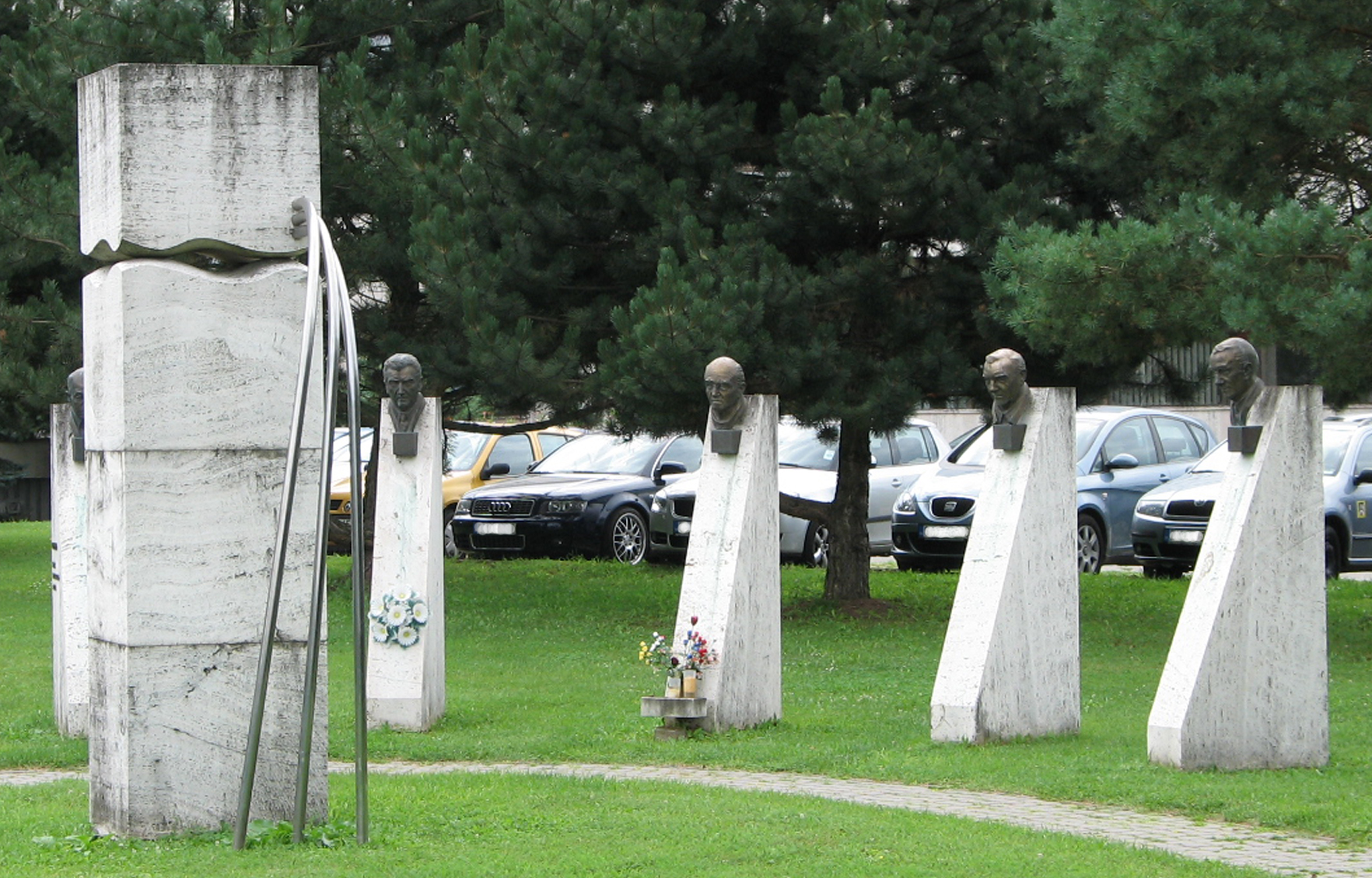
Die Büsten von Gründern des Heilbads

1589 wurde schließlich von ca. 30 Grad Celsius heißen, kohlensäure- und schwefelhaltigen Quellen, die zur Heilbehandlung in Gebrauch waren, berichtet. 1966 wurden die Heilbäder im Ort verstaatlicht, 1989 bekam der Ort das Stadtrecht verliehen.
Durch Dudince fließt die Štiavnica (deutsch Schemnitz). Er ist bekannt für schwefelhaltige, kohlensaure Thermalbäder (18 °C – 29 °C). Diese wurden im 19. Jahrhundert im großen Stil erschlossen; heute werden vor allem Erkrankungen der Gelenke und Nerven behandelt.
Laut der Volkszählung von 2001 waren von 1500 Einwohnern 95,67 % Slowaken, 3,53 % Ungarn, 0,20 % Roma und 0,13 % Tschechen. Die am meisten vertretene Konfession war mit 55,67 % die römisch-katholische; zum evangelischen Glauben bekannten sich 28,93 % und zum griechisch-katholischen 0,27 %. 11,27 % waren konfessionslos.

## Bevölkerung
| Jahr:                | 1994. | 2004.   | 2014.   | 2024.   |
| -------------------- | ----- | ------- | ------- | ------- |
| Anzahl der Personen: | 1591  | 1521    | 1444    | 1362    |
| Unterschied:         |       | -4,39 % | -5,06 % | -5,67 % |

| Jahr:                | 2023. | 2024.   |
| -------------------- | ----- | ------- |
| Anzahl der Personen: | 1376  | 1362    |
| Unterschied:         |       | -1,01 % |